# Cal Taormina

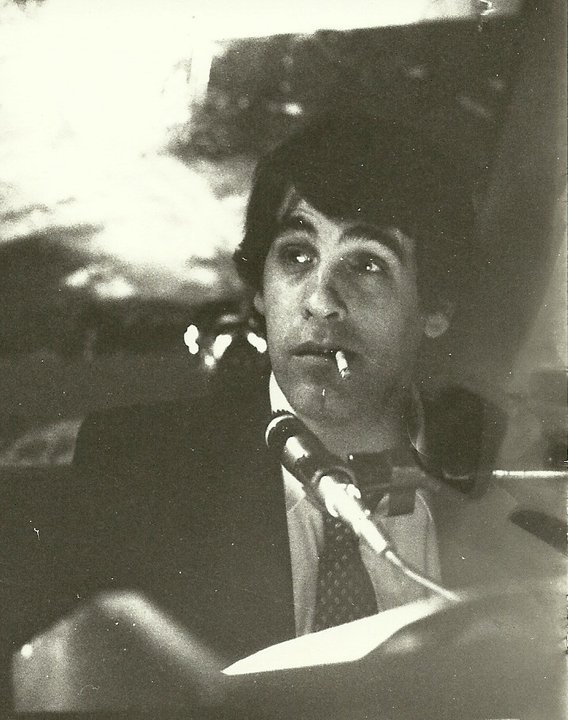
Cal Taormina, anni 70

Cal Taormina (La Spezia, 5 gennaio 1945 – Roma, 13 febbraio 2020) è stato un pianista e arrangiatore italiano.

## Biografia
Pianista e arrangiatore, conosciuto anche con il nome di Rino Taormina, collaborò con i più grandi nomi del palcoscenico musicale italiano e internazionale.
Dopo gli studi di pianoforte, composizione e direzione d'orchestra presso il Conservatorio di Santa Cecilia, si trasferì negli USA, poi rientrò definitivamente a Roma dove si produsse attivamente dal 1973 come pianista per le commedie di maggior successo prodotte dal Teatro Sistina come Aggiungi un posto a tavola, Rugantino, Barnum, Accendiamo la lampada, Beati voi, tutte sotto la regia di Pietro Garinei.
Nel campo del cinema collaborò alla realizzazione di numerosissime colonne sonore di film italiani e internazionali, tra cui Anche gli angeli mangiano fagioli, Conan il barbaro e C'era una volta in America. Come autore di colonne sonore si ricorda il film La leggenda del rubino malese. Partecipò inoltre come coordinatore musicale nel film di Pupi Avati Aiutami a Sognare, vincitore di un premio David di Donatello nel 1981.
Notevole anche l'attività jazzistica durante gli anni '70 ed '80. Lavorò inoltre per la RAI in numerosi spettacoli televisivi.